# 엘리 로셀
엘리 로셀(Ellie Rowsell, 1992년 7월 19일 ~ )는 잉글랜드의 싱어송라이터이자, 밴드 울프 앨리스의 리드보컬 겸 기타연주자이다.